# Rudolf Laubenthal

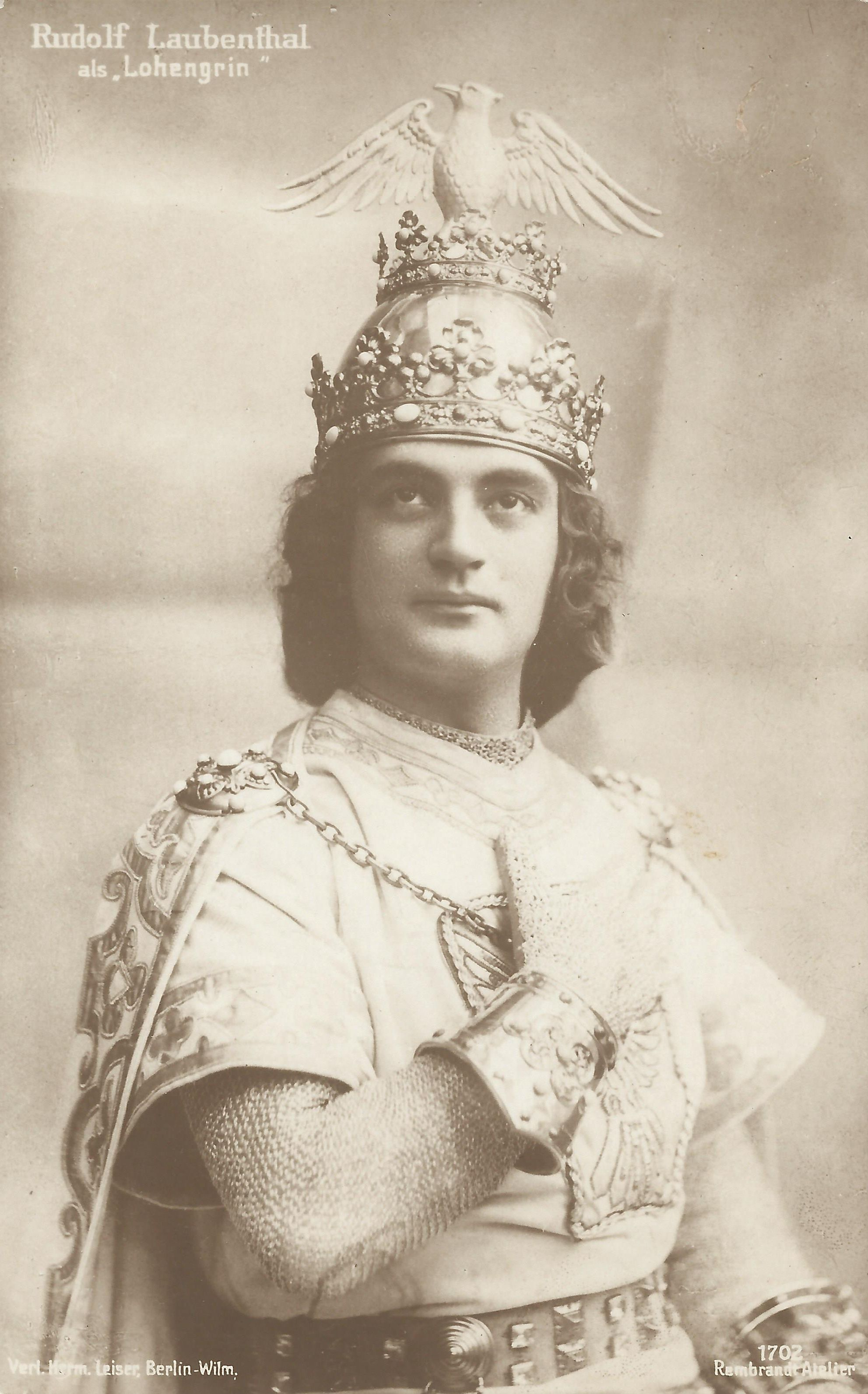
Rudolf Laubenthal als Lohengrin

Paul Rudolf Laubenthal (* 18. März 1886 in Düsseldorf; † 2. Oktober 1971 in Pöcking) war ein deutscher Opernsänger (Heldentenor).

## Leben
Rudolf Laubenthal wuchs in Düren auf. Nach dem Abitur am Stiftischen Gymnasium begann er 1907 ein Studium der Medizin an der Universität von München, 1908 wechselte er nach Straßburg und 1909 nach Berlin. An der dortigen Hochschule für Musik studierte er von 1910 bis 1913 Gesang bei Felix Schmidt, zusätzlich nahm er Unterricht bei der Sängerin Lilli Lehmann. 
Erste Erfolge hatte er im September 1913 beim Zweiten kleinen Bach-Fest in Eisenach.
Georg Hartmann, Direktor des Deutschen Opernhauses in Charlottenburg, hörte ihn auf einer privaten Veranstaltung und engagierte ihn als lyrischen Tenor an sein Haus, wo Laubenthal von 1914 bis 1923 in zahlreichen Partien wirkte.
Zu Beginn der Zwanziger Jahre wurde Laubenthal als Heldentenor international bekannt. Sein erfolgreiches Debüt an der Metropolitan Opera (New York) im November 1923 in der Partie des Walther von Stolzing führte zu einem langjährigen Engagement.
In den 1920er Jahren wurde Laubenthal mit dem Titel Kammersänger ausgezeichnet.
Laubenthal gastierte in Berlin (Staatsoper Unter den Linden, 1929), Chicago (ab 1923), Dresden (ab 1917), London (Covent Garden Opera, 1926–1930), München (Festspiele 1930 und 1931), San Francisco (1927), Spanien (1922/23), Straßburg, Wien (Volksoper, 1925) und in Südamerika.
Im März 1933 verabschiedete er sich – nach 273 Auftritten – als Lohengrin von seinem New Yorker Publikum. Bis 1936 gab er noch gelegentlich Konzerte.
1929 verlegte er seinen Wohnsitz von Berlin-Charlottenburg nach Pöcking nahe den Starnberger See. Sein einziger Schüler war von 1959 bis 1967 sein Adoptivsohn Horst Laubenthal.
Rudolf Laubenthal war ab 1916 mit einer Kollegin von Deutschen Opernhaus, der Sopranistin Luise (Lulu) Kaesser (* 1887 in Sankt Petersburg, † 1961, begraben in Pöcking) verheiratet. Er hatte einen unehelichen Sohn, Paul Rudolf Parsifal („Percy“) Adlon (1935–2024).

## Repertoire
Laubenthal sang die führenden Tenorpartien in Opern von Auber (Fra Diavolo), Beethoven (Fidelio), Bizet (Carmen), Cornelius (Der Barbier von Bagdad), Gounod (Faust), Janáček (Jenufa), Krenek (Jonny spielt auf), Kreutzer (Das Nachtlagen in Granada), Mascagni (Cavalleria rusticana), Méhul (Josef in Ägypten), Meyerbeer (Der Prophet, Die Hugenotten), Montemezzi (Die Liebe dreier Könige), Mozart (Die Zauberflöte), Offenbach (Hoffmanns Erzählungen), Puccini (La Bohème, Tosca), Rossini (Wilhelm Tell), Smetana (Die verkaufte Braut), Strauss (Die ägyptische Helena, Elektra), Suppé (Donna Juanita), Verdi (Aida), Wagner (Der fliegende Holländer, Der Ring des Nibelungen, Lohengrin, Die Meistersinger von Nürnberg, Parsifal, Tannhäuser, Tristan und Isolde), Weber (Der Freischütz), Weinberger (Schwanda der Dudelsackpfeifer) und Weingartner (Dame Kobold).

## Schallplatten
Relativ wenige Aufnahmen für die Label Parlophon (Berlin, 1919), Homocord (Berlin, 1922), Electrola (Berlin, 1927/28) und His Master’s Voice (London, 1930). Die akustischen Aufnahmen dokumentieren Laubenthal in Arien von Leoncavallo, Meyerbeer, Puccini, Smetana, Tschaikowski und Verdi; die Aufnahmen ab 1927, neben dem Freischütz, sein Wagner-Repertoire (Meistersinger, Siegfried, Götterdämmerung).
Bei Preiser Records, Wien gibt es in der Reihe Lebendige Vergangenheit eine Wiederveröffentlichung wichtiger Titel auf LP (Best.-Nr. LV 213, 1979) und auf CD (89606, 2012). Seine Aufnahmen aus dem Ring des Nibelungen (Dirigent: Leo Blech) finden sich bei Pristine Audio (The Potted Ring, Vol. 3. PACO 118, St. Méard de Gurçon, 2014).